# Bredaryds landskommun
Bredaryds landskommun var en tidigare kommun i Jönköpings län.

## Administrativ historik
När 1862 års kommunalförordningar trädde i kraft den 1 januari 1863 inrättades i Sverige cirka 2 400 landskommuner samt 89 städer och ett mindre antal köpingar.
Då inrättades i Bredaryds socken i Västbo härad i Småland denna kommun. Vid kommunreformen 1952 tillfördes den en del av Kulltorps landskommun, medan den andra delen av Kulltorp gick till Gnosjö kommun. Bredaryds kommun sammanlades i sin tur år 1971 med Värnamo kommun.
Kommunkoden 1952-1970 var 0624.

### Kyrklig tillhörighet
Bredaryds landskommun tillhörde i kyrkligt hänseende Bredaryds församling. Från 1952 hörde också del av Kulltorps församling till kommunen (den andra delen låg i Gnosjö landskommun).

## Geografi
Bredaryds landskommun omfattade den 1 januari 1952 en areal av 95,65 km², varav 91,80 km² land. Efter nymätningar och arealberäkningar färdiga den 1 januari 1957 omfattade landskommunen den 1 november 1960 en areal av 97,47 km², varav 92,81 km² land.

### Tätorter i kommunen 1960
I Bredaryds landskommun fanns tätorten Bredaryd, som hade 745 invånare den 1 november 1960. Tätortsgraden i kommunen var då 34,4 procent.

## Politik

### Mandatfördelning i valen 1950–1966
| 6 | 11 | 3 |

| 18 |

| 7 | 10 | 4 | 4 |

| 24 |

| 6 | 5 | 9 | 3 | 2 |

| 23 |

| 9 | 9 | 4 | 3 |

| 22 |

| 8 | 9 | 4 |  | 3 |

| 22 |